# Pteropera meridionalis
Pteropera meridionalis är en insektsart som beskrevs av Donskoff 1981. Pteropera meridionalis ingår i släktet Pteropera och familjen gräshoppor. Inga underarter finns listade i Catalogue of Life.